# 6410 Фудзівара
6410 Фудзівара (6410 Fujiwara) — астероїд головного поясу, відкритий 29 листопада 1992 року.
Тіссеранів параметр щодо Юпітера — 3,283.